# تاریخ جرجان
تاریخ جرجان یا معرفة علماء اهل جرجان کتابی اثر سهمی جرجانی به زبان عربی است. این کتاب مقدمه‌ای کوتاه در باب تاریخ طبرستان دارد و پس از آن به شرح حال بزرگان شهر جرجان می‌پردازد. این کتاب بیشتر به معرفی قضات، فقها و رسولان این شهر پرداخته و احتمالاً پیش از سال ۴۰۰ هجری قمری نوشته شده‌است.